# Arauquita
Arauquita – miasto w Kolumbii, w departamencie Arauca.